# Benishangul-Gumaz
Benishangul-Gumaz és una de les nou kililoch (regions ètniques) d'Etiòpia.

## Població
La majoria dels habitants són ètnies sudaneses com els bertes (26,7%), gumuzos (23,4%), amhares (22,2%), oromos (12,8%), shinashes (7%), maos, komos i altres.

## Presidents del Comité Executiu
- Ateyb Ahmed 1990s - 1995
- Yaregal Aysheshum (B-GPDUF) Juliol 1995 - present